# Requiem (TV-serie)
Requiem är en brittisk dramaserie skapad av Kris Mrksa och regisserad av Mahalia Belo. Den hade premiär på BBC One den 2 februari 2018.